# شهرستان سرحدآباد
شهرستان سرحدآباد (به لاتین: Serhetabat etraby، سرحت‌آبات اطرابیٛ) یک شهرستان منحل شده در ترکمنستان است که در استان مرو واقع شده‌است.
این شهرستان در تاریخ ۹ نوامبر ۲۰۲۲، با قرار مجلس ترکمنستان، منحل شده و اراضی آن به شهرستان تخته‌بازار واگذار شد.